# Dorylus niarembensis
Dorylus niarembensis är en myrart som först beskrevs av Boven 1972.  Dorylus niarembensis ingår i släktet Dorylus och familjen myror. Inga underarter finns listade i Catalogue of Life.